# Tigui Minning Group
Tigui Mining Group (TMG) est une entreprise guinéenne du secteur minier. Depuis 2012, elle exploite principalement le Diamant et l'or en haute Guinée et au nord de la Côte d'ivoire où elle prend l'acronyme (TMG-CI) ,.

## Activités
Tigui Mining Group s'articulé autour de 8 centres d'activités, à savoir les mines, l'agriculture, l'immobilier et les infrastructures, l'aviation, la pêche, l'énergie et le commerce,.